# Musée de la base aéronavale de Kanoya
Le  musée de la base aéronavale de Kanoya (海上自衛隊鹿屋航空基地史料館, Kaijōjieitai kanoyakōkūkichishiryōkan) est un musée aéronautique de la Force aérienne d'autodéfense japonaise situé dans la ville de Kanoya, dans la préfecture de Kagoshima, au Japon. Le musée est situé à côté de l’aérodrome de Kanoya,,,.

## Histoire
Le musée a ouvert ses portes en décembre 1973 (an 48 de l’ère Shōwa) et a rouvert ses portes en juillet 1993 sous le nom de « Nouveau Musée historique ». Il expose des photographies, des documents et des équipements réels (restaurés) de la base aéronavale de Kanoya, depuis l’époque de la marine impériale japonaise jusqu’à la Force maritime d'autodéfense japonaise actuelle. Il présente l’état de l’art de la guerre moderne et des unités d’attaque spéciales japonaises, la transformation, les activités et les équipements de la Force maritime d’autodéfense. Son but est que la signification de la défense du Japon soit comprise en clarifiant de telles choses. Le nombre de pièces stockées est d’environ 5500.

## Avions exposés
- Shin Meiwa US-1A
- Kawasaki P-2J
- Grumman S2F-1
- B-65
- Bell 47
- HSS-2A
- P2V-7
- OH-6D
- Boeing-Vertol 107
- SNB
- R4D-6
- Beechcraft T-34 Mentor
- Fuji KM-2

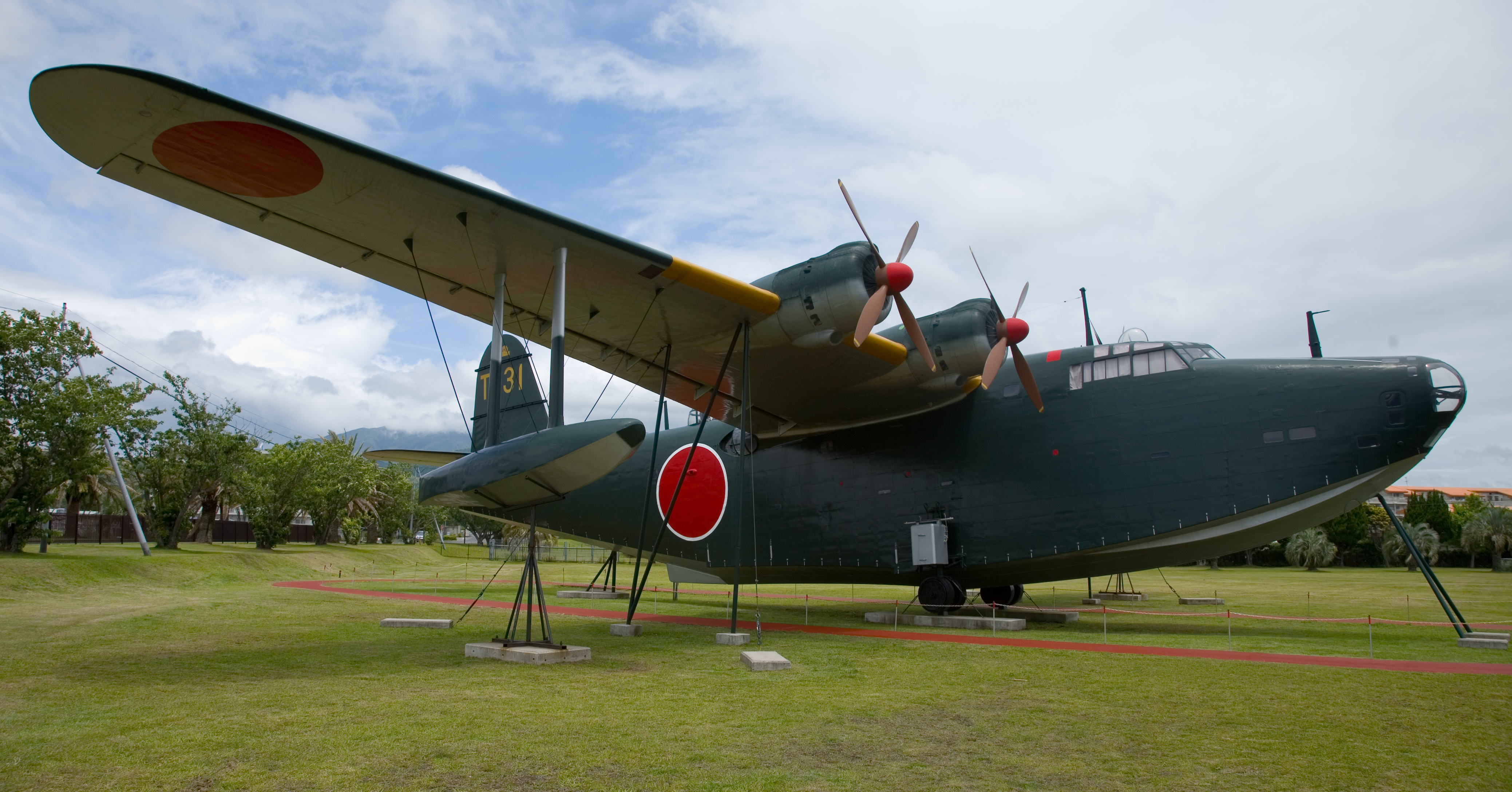
Un hydravion à coque Kawanishi H8K2 Type 2

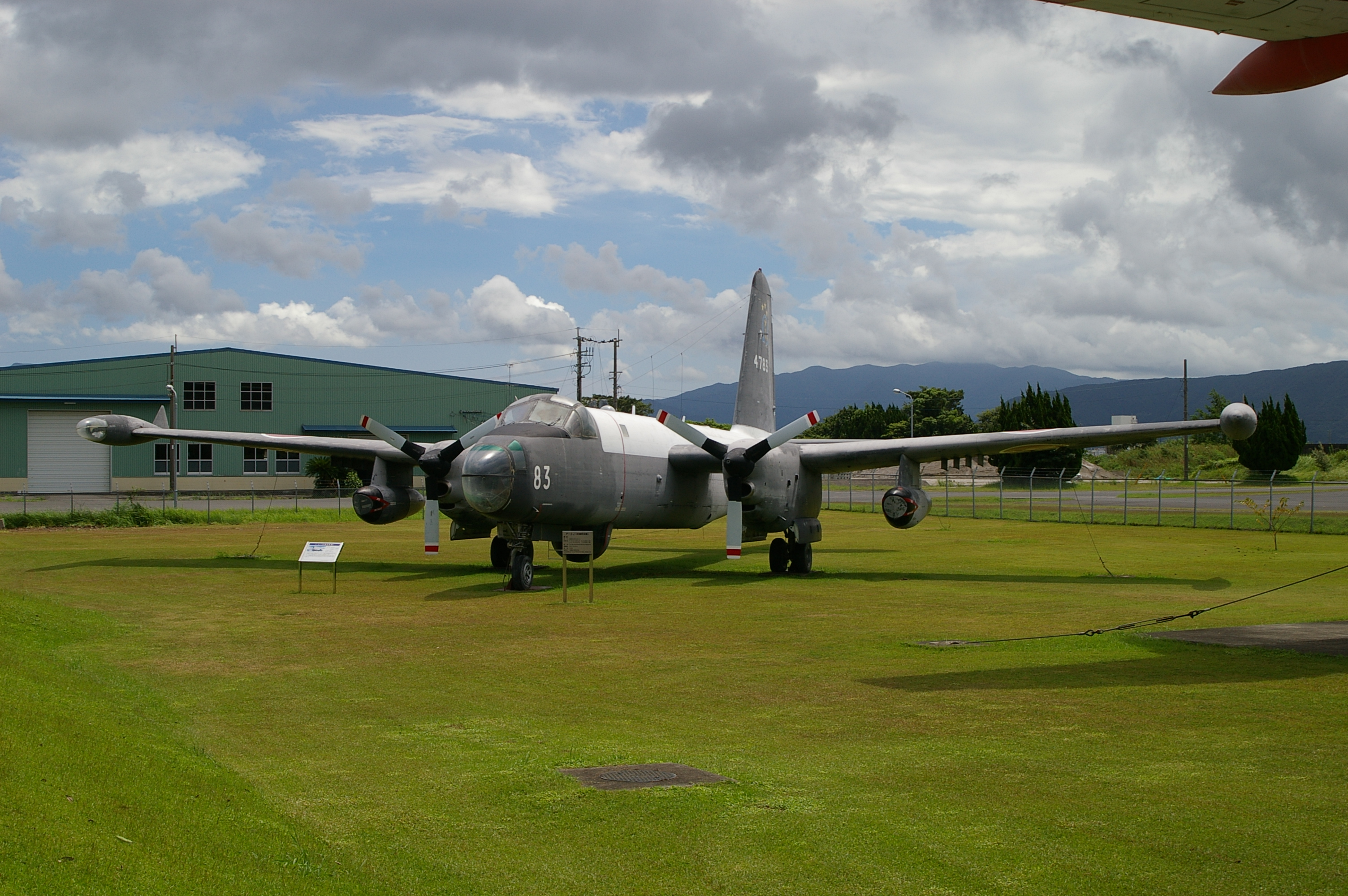
Avion de patrouille maritime anti-sous-marine P-2J

- Le dernier Kawanishi H8K type 2 Nishiki Ogata Hikotei survivant au monde[5]